# Lehesten
Lehesten är en stad i Landkreis Saalfeld-Rudolstadt i förbundslandet Thüringen i Tyskland 40 kilometer nordost om Coburg. I närheten av Lehesten finns Tysklands största skifferbrott.
Kommunen ingår i förvaltningsgemenskapen Schiefergebirge tillsammans med kommunerna Gräfenthal och Probstzella.